# جاك دان
جاك دان (بالإنجليزية: Jack Dunn)‏ هو لاعب كرة قاعدة أمريكي، ولد في 6 أكتوبر 1872 في ميدفيل في الولايات المتحدة، وتوفي في 22 أكتوبر 1928 في توسون في الولايات المتحدة.

## وصلات خارجية
- جاك دان على موقعبيزبول رفرنس.كوم (الدوري الرئيسي) (الإنجليزية)
- جاك دان على موقعبيزبول رفرنس.كوم (الدوري الثانوي) (الإنجليزية)